# Verein für Leibesübungen Bochum 1848 1997-1998
Questa voce raccoglie le informazioni riguardanti il Verein für Leibesübungen Bochum 1848 nelle competizioni ufficiali della stagione 1997-1998.

## Stagione
Nella stagione 1997-1998 il Bochum, allenato da Klaus Toppmöller, concluse il campionato di Bundesliga al 12º posto. In Coppa di Germania il Bochum fu eliminato al secondo turno dal Duisburg. In Coppa di Lega il Bochum fu eliminato al turno preliminare dal Borussia Dortmund. In Coppa UEFA il Bochum fu eliminato agli ottavi di finale dall'Ajax.

## Rosa
| N. |                     | Ruolo | Calciatore         |
| -- | ------------------- | ----- | ------------------ |
| 1  | Germania (bandiera) | P     | Uwe Gospodarek     |
| 2  | Germania (bandiera) | C     | Thomas Stickroth   |
| 3  | Germania (bandiera) | D     | Torsten Kracht     |
| 5  | Polonia (bandiera)  | D     | Tomasz Wałdoch     |
| 6  | Germania (bandiera) | A     | Peter Közle        |
| 7  | Germania (bandiera) | C     | Kai Michalke       |
| 8  | Germania (bandiera) | C     | Peter Peschel      |
| 9  | Polonia (bandiera)  | A     | Henryk Bałuszyński |
| 10 | Germania (bandiera) | C     | Dariusz Wosz       |
| 11 | Bulgaria (bandiera) | A     | Georgi Donkov      |
| 12 | Turchia (bandiera)  | C     | Yıldıray Baştürk   |
| 13 | Germania (bandiera) | C     | Norbert Hofmann    |
| 14 | Germania (bandiera) | C     | Karsten Hutwelker  |

| N. |                      | Ruolo | Calciatore        |
| -- | -------------------- | ----- | ----------------- |
| 15 | Germania (bandiera)  | A     | Danny Winkler     |
| 16 | Germania (bandiera)  | C     | Mirko Reichel     |
| 17 | Germania (bandiera)  | C     | Olaf Schreiber    |
| 18 | Sudafrica (bandiera) | A     | Delron Buckley    |
| 19 | Germania (bandiera)  | D     | Axel Sundermann   |
| 20 | Croazia (bandiera)   | C     | Zoran Mamić       |
| 21 | Germania (bandiera)  | P     | Thomas Ernst      |
| 22 | Germania (bandiera)  | D     | Thomas Reis       |
| 23 | Germania (bandiera)  | D     | Mirko Dickhaut    |
| 23 | Russia (bandiera)    | A     | Sergej Juran      |
| 24 | Turchia (bandiera)   | A     | Neşat Gülünoğlu   |
| 25 | Germania (bandiera)  | D     | Frank Fahrenhorst |
| 31 | Germania (bandiera)  | P     | Stefan Wächter    |

## Organigramma societario
Area tecnica
- Allenatore: Klaus Toppmöller
- Allenatore in seconda: Frank Heinemann, Ralf Zumdick
- Preparatore dei portieri:
- Preparatori atletici:

## Calciomercato

### Sessione estiva
| Acquisti | Acquisti         | Acquisti              | Acquisti |
| R.       | Nome             | da                    | Modalità |
| -------- | ---------------- | --------------------- | -------- |
| C        | Yıldıray Baştürk | Wattenscheid 09       |          |
| D        | Mirko Dickhaut   | Eintracht Francoforte |          |
| C        | Norbert Hofmann  | Waldhof Mannheim      |          |
| C        | Mirko Reichel    | Waldhof Mannheim      |          |
| D        | Axel Sundermann  | Friburgo              |          |
| A        | Sergej Juran     | Fortuna Düsseldorf    |          |

| Cessioni | Cessioni        | Cessioni           | Cessioni |
| R.       | Nome            | a                  | Modalità |
| -------- | --------------- | ------------------ | -------- |
| D        | Max Eberl       | Greuther Fürth     |          |
| D        | Mathias Jack    | Fortuna Düsseldorf |          |
| C        | Filip Tapalović | Schalke 04         |          |

### Sessione invernale
| Acquisti | Acquisti | Acquisti | Acquisti |
| R.       | Nome     | da       | Modalità |
| -------- | -------- | -------- | -------- |

| Cessioni | Cessioni         | Cessioni          | Cessioni |
| R.       | Nome             | a                 | Modalità |
| -------- | ---------------- | ----------------- | -------- |
| A        | Roland Wohlfarth | Lokomotive Lipsia |          |

## Risultati

### Bundesliga

#### Girone di andata
| Arbitro: | Zerr |

|          |           |  |
| Wosz 80’ | Marcatori |  |

| Arbitro: | Albrecht |

|                                    |           |                        |
| Kirsten 60’ Meijer 69’ Ramelow 84’ | Marcatori | 37’ Juran 83’ Dickhaut |

| Bochum 8 agosto 1997, ore 20:00 CEST 3ª giornata | Bochum   | 0 – 0 referto | Duisburg | Ruhrstadion (27 005 spett.)\| Arbitro: \| Fröhlich \| |
| Arbitro:                                         | Fröhlich |               |          |                                                       |

| Arbitro: | Dardenne |

|                                                        |           |                      |
| Heinrich 7’ Herrlich 25’ Möller 37’, 90’ Chapuisat 51’ | Marcatori | 18’ Wosz 64’ Peschel |

| Arbitro: | Stark |

|                      |           |                             |
| Stickroth 68’ (rig.) | Marcatori | 19’, 90’ Kuka 72’ Marschall |

| Arbitro: | Wagner |

|                             |           |                |
| Effenberg 78’ Juskowiak 79’ | Marcatori | 15’ Sundermann |

| Arbitro: | Buchhart |

|                    |           |            |
| Hutwelker 15’, 24’ | Marcatori | 50’ Präger |

| Arbitro: | Kemmling |

|                     |           |             |
| Spörl 52’ Zeyer 77’ | Marcatori | 61’ Hofmann |

| Arbitro: | Berg |

|                         |           |                             |
| Gülünoğlu 17’ Juran 64’ | Marcatori | 24’, 35’ Basler 56’ Zickler |

| Arbitro: | Steinborn |

|                                  |           |                          |
| Mazingu-Dinzey 26’ van Burik 63’ | Marcatori | 39’ (aut.) Karl 53’ Wosz |

| Arbitro: | Merk |

|                      |           |           |
| Wosz 27’ Wałdoch 90’ | Marcatori | 66’ Thiam |

| Arbitro: | Wack |

|                          |           |  |
| Wilmots 69’ Goossens 76’ | Marcatori |  |

| Arbitro: | Fandel |

|                           |           |                        |
| Barbarez 19’ Mičevski 75’ | Marcatori | 52’ Donkov 59’ Peschel |

| Arbitro: | Keßler |

|  |           |                           |
|  | Marcatori | 74’ Akpoborie 89’ Balăkov |

| Arbitro: | Heynemann |

|            |           |            |
| Nyarko 64’ | Marcatori | 90’ Donkov |

| Arbitro: | Steinborn |

|  |           |           |
|  | Marcatori | 66’ Brand |

| Arbitro: | Aust |

|  |           |                     |
|  | Marcatori | 5’ Peschel 15’ Reis |

#### Girone di ritorno
| Arbitro: | Koop |

|  |           |                    |
|  | Marcatori | 70’ Mamić 86’ Wosz |

| Bochum 14 dicembre 1997, ore 18:00 CET 19ª giornata | Bochum | 0 – 0 referto | Bayer Leverkusen | Ruhrstadion (22 009 spett.)\| Arbitro: \| Zerr \| |
| Arbitro:                                            | Zerr   |               |                  |                                                   |

| Arbitro: | Wack |

|                |           |  |
| Salou 49’, 70’ | Marcatori |  |

| Arbitro: | Heynemann |

|                       |           |               |
| Donkov 3’ Peschel 66’ | Marcatori | 81’ Decheiver |

| Arbitro: | Kemmling |

|                            |           |  |
| Wagner 32’ Rische 45’, 82’ | Marcatori |  |

| Arbitro: | Steinborn |

|                               |           |                |
| Dickhaut 45’ Peschel 48’, 77’ | Marcatori | 27’ Pettersson |

| Arbitro: | Stark |

|  |           |                             |
|  | Marcatori | 16’ Hofmann 80’ Bałuszyński |

| Bochum 6 marzo 1998, ore 20:00 CET 25ª giornata | Bochum | 0 – 0 referto | Amburgo | Ruhrstadion (26 541 spett.)\| Arbitro: \| Wack \| |
| Arbitro:                                        | Wack   |               |         |                                                   |

| Monaco di Baviera 14 marzo 1998, ore 15:30 CET 26ª giornata | Bayern Monaco | 0 – 0 referto | Bochum | Stadio Olimpico (49 000 spett.)\| Arbitro: \| Koop \| |
| Arbitro:                                                    | Koop          |               |        |                                                       |

| Arbitro: | Zerr |

|                |           |          |
| Juran 10’, 57’ | Marcatori | 71’ Thom |

| Arbitro: | Buchhart |

|                  |           |              |
| Polster 30’, 49’ | Marcatori | 51’ Dickhaut |

| Arbitro: | Merk |

|                                    |           |  |
| Michalke 44’ Baştürk 74’ Mamić 87’ | Marcatori |  |

| Arbitro: | Keßler |

|           |           |                         |
| Mamić 74’ | Marcatori | 54’, 60’ Dowe 90’ Pamić |

| Arbitro: | Strampe |

|                              |           |  |
| Bobic 20’ Balăkov 90’ (rig.) | Marcatori |  |

| Arbitro: | Fröhlich |

|                       |           |                                    |
| Michalke 9’, 58’, 87’ | Marcatori | 16’ Keller 43’ Häßler 74’ Gilewicz |

| Arbitro: | Albrecht |

|              |           |  |
| Maksimov 80’ | Marcatori |  |

| Arbitro: | Koop |

|               |           |  |
| Schreiber 38’ | Marcatori |  |

### Coppa di Germania
| Arbitro: | Kadach |

|                        |           |                                          |
| Reincke 25’ Poškus 72’ | Marcatori | 19’ Kracht 51’ (rig.) Stickroth 74’ Wosz |

| Arbitro: | Müller |

|            |           |  |
| Hirsch 31’ | Marcatori |  |

### Coppa di Lega
| Arbitro: | Best |

|                      |           |  |
| Chapuisat 89’ (rig.) | Marcatori |  |

### Coppa UEFA
| Arbitro: | Coroado |

|                                |           |                       |
| Mandıralı 22’ (rig.) Güner 45’ | Marcatori | 1’ (rig.) Bałuszyński |

| Arbitro: | Radoman |

|                                                       |           |                                              |
| Stickroth 22’ Juran 44’, 51’ Dickhaut 60’ Peschel 68’ | Marcatori | 31’ Missé-Missé 73’ Temizkanoğlu 78’ Özköylü |

| Arbitro: | Ihring |

|           |           |  |
| Jbari 80’ | Marcatori |  |

| Arbitro: | Agius |

|                                    |           |           |
| Donkov 13’, 56’ Juran 83’ Wosz 90’ | Marcatori | 37’ Jbari |

| Arbitro: | Muhmenthaler |

|                                            |           |                      |
| Laudrup 34’, 36’ Arveladze 38’ de Boer 45’ | Marcatori | 20’ Reis 24’ Wałdoch |

| Arbitro: | Colombo |

|                       |           |                        |
| Hofmann 59’ Mamić 70’ | Marcatori | 51’ Arveladze 73’ Dani |

## Statistiche

### Statistiche di squadra
| Competizione      | Punti | In casa | In casa | In casa | In casa | In casa | In casa | In trasferta | In trasferta | In trasferta | In trasferta | In trasferta | In trasferta | Totale | Totale | Totale | Totale | Totale | Totale | DR |
| Competizione      | Punti | G       | V       | N       | P       | Gf      | Gs      | G            | V            | N            | P            | Gf           | Gs           | G      | V      | N      | P      | Gf     | Gs     | DR |
| ----------------- | ----- | ------- | ------- | ------- | ------- | ------- | ------- | ------------ | ------------ | ------------ | ------------ | ------------ | ------------ | ------ | ------ | ------ | ------ | ------ | ------ | -- |
| Bundesliga        | 41    | 17      | 8       | 4       | 5       | 23      | 20      | 17           | 3            | 4            | 10           | 18           | 29           | 34     | 11     | 8      | 15     | 41     | 49     | -8 |
| Coppa di Germania | -     | 0       | 0       | 0       | 0       | 0       | 0       | 2            | 1            | 0            | 1            | 3            | 3            | 2      | 1      | 0      | 1      | 3      | 3      | 0  |
| Coppa di Lega     | -     | 0       | 0       | 0       | 0       | 0       | 0       | 1            | 0            | 0            | 1            | 0            | 1            | 1      | 0      | 0      | 1      | 0      | 1      | -1 |
| Coppa UEFA        | -     | 3       | 2       | 1       | 0       | 11      | 6       | 3            | 0            | 0            | 3            | 3            | 7            | 6      | 2      | 1      | 3      | 14     | 13     | +1 |
| Totale            | 41    | 20      | 10      | 5       | 5       | 34      | 26      | 23           | 4            | 4            | 15           | 24           | 40           | 43     | 14     | 9      | 20     | 58     | 66     | -8 |

### Andamento in campionato
| Giornata  | 1 | 2 | 3 | 4  | 5  | 6  | 7  | 8  | 9  | 10 | 11 | 12 | 13 | 14 | 15 | 16 | 17 | 18 | 19 | 20 | 21 | 22 | 23 | 24 | 25 | 26 | 27 | 28 | 29 | 30 | 31 | 32 | 33 | 34 |
| --------- | - | - | - | -- | -- | -- | -- | -- | -- | -- | -- | -- | -- | -- | -- | -- | -- | -- | -- | -- | -- | -- | -- | -- | -- | -- | -- | -- | -- | -- | -- | -- | -- | -- |
| Luogo     | C | T | C | T  | C  | T  | C  | T  | C  | T  | C  | T  | T  | C  | T  | C  | T  | T  | C  | T  | C  | T  | C  | T  | C  | T  | C  | T  | C  | C  | T  | C  | T  | C  |
| Risultato | V | P | N | P  | P  | P  | V  | P  | P  | N  | V  | P  | N  | P  | N  | P  | V  | V  | N  | P  | V  | P  | V  | V  | N  | N  | V  | P  | V  | P  | P  | N  | P  | V  |
| Posizione | 4 | 6 | 6 | 12 | 17 | 17 | 16 | 16 | 17 | 17 | 15 | 17 | 17 | 18 | 18 | 18 | 17 | 16 | 15 | 17 | 13 | 15 | 12 | 12 | 11 | 11 | 10 | 11 | 10 | 13 | 12 | 13 | 14 | 12 |

Legenda:

Luogo: C = Casa; T = Trasferta. Risultato: V = Vittoria; N = Pareggio; P = Sconfitta.

### Statistiche dei giocatori
| Giocatore      | Bundesliga | Bundesliga | Bundesliga  | Bundesliga | Coppa di Germania | Coppa di Germania | Coppa di Germania | Coppa di Germania | Coppa di Lega | Coppa di Lega | Coppa di Lega | Coppa di Lega | Coppa UEFA | Coppa UEFA | Coppa UEFA  | Coppa UEFA | Totale   | Totale | Totale      | Totale     |
| Giocatore      | Presenze   | Reti       | Ammonizioni | Espulsioni | Presenze          | Reti              | Ammonizioni       | Espulsioni        | Presenze      | Reti          | Ammonizioni   | Espulsioni    | Presenze   | Reti       | Ammonizioni | Espulsioni | Presenze | Reti   | Ammonizioni | Espulsioni |
| -------------- | ---------- | ---------- | ----------- | ---------- | ----------------- | ----------------- | ----------------- | ----------------- | ------------- | ------------- | ------------- | ------------- | ---------- | ---------- | ----------- | ---------- | -------- | ------ | ----------- | ---------- |
| H. Bałuszyński | 12         | 1          | 0           | 0          | 2                 | 0                 | 2                 | 0                 | 0             | 0             | 0             | 0             | 4          | 1          | 0           | 0          | 18       | 2      | 2           | 0          |
| Y. Baştürk     | 17         | 1          | 2           | 0          | 0                 | 0                 | 0                 | 0                 | 0             | 0             | 0             | 0             | 1          | 0          | 0           | 0          | 18       | 1      | 2           | 0          |
| D. Buckley     | 6          | 0          | 0           | 0          | 0                 | 0                 | 0                 | 0                 | 0             | 0             | 0             | 0             | 0          | 0          | 0           | 0          | 6        | 0      | 0           | 0          |
| M. Dickhaut    | 30         | 3          | 3           | 0          | 1                 | 0                 | 0                 | 0                 | 1             | 0             | 0             | 0             | 6          | 1          | 1           | 0          | 38       | 4      | 4           | 0          |
| G. Donkov      | 23         | 3          | 2           | 1          | 0                 | 0                 | 0                 | 0                 | 1             | 0             | 0             | 0             | 4          | 2          | 0           | 0          | 28       | 5      | 2           | 1          |
| T. Ernst       | 18         | 0          | 0           | 0          | 0                 | 0                 | 0                 | 0                 | 0             | 0             | 0             | 0             | 1          | 0          | 0           | 0          | 19       | 0      | 0           | 0          |
| F. Fahrenhorst | 7          | 0          | 2           | 0          | 0                 | 0                 | 0                 | 0                 | 0             | 0             | 0             | 0             | 1          | 0          | 0           | 0          | 8        | 0      | 2           | 0          |
| U. Gospodarek  | 16         | 0          | 0           | 0          | 2                 | 0                 | 0                 | 0                 | 1             | 0             | 0             | 0             | 5          | 0          | 1           | 0          | 24       | 0      | 1           | 0          |
| N. Gülünoğlu   | 14         | 1          | 0           | 0          | 1                 | 0                 | 0                 | 0                 | 1             | 0             | 0             | 0             | 1          | 0          | 0           | 0          | 17       | 1      | 0           | 0          |
| N. Hofmann     | 31         | 2          | 1           | 0          | 0                 | 0                 | 0                 | 0                 | 1             | 0             | 1             | 0             | 5          | 1          | 0           | 0          | 37       | 3      | 2           | 0          |
| K. Hutwelker   | 10         | 2          | 4           | 0          | 2                 | 0                 | 1                 | 0                 | 1             | 0             | 0             | 0             | 1          | 0          | 0           | 0          | 14       | 2      | 5           | 0          |
| T. Kracht      | 28         | 0          | 6           | 2          | 2                 | 1                 | 2                 | 0                 | 1             | 0             | 0             | 0             | 6          | 0          | 0           | 0          | 37       | 1      | 8           | 2          |
| P. Közle       | 12         | 0          | 3           | 0          | 1                 | 0                 | 0                 | 0                 | 1             | 0             | 0             | 0             | 3          | 0          | 0           | 0          | 17       | 0      | 3           | 0          |
| Z. Mamić       | 22         | 3          | 0           | 0          | 1                 | 0                 | 0                 | 0                 | 0             | 0             | 0             | 0             | 3          | 1          | 1           | 0          | 26       | 4      | 1           | 0          |
| K. Michalke    | 26         | 4          | 7           | 0          | 2                 | 0                 | 0                 | 0                 | 0             | 0             | 0             | 0             | 2          | 0          | 0           | 0          | 30       | 4      | 7           | 0          |
| P. Peschel     | 24         | 6          | 4           | 0          | 1                 | 0                 | 0                 | 0                 | 1             | 0             | 0             | 0             | 5          | 1          | 0           | 0          | 31       | 7      | 4           | 0          |
| M. Reichel     | 9          | 0          | 1           | 0          | 1                 | 0                 | 0                 | 0                 | 0             | 0             | 0             | 0             | 4          | 0          | 0           | 0          | 14       | 0      | 1           | 0          |
| T. Reis        | 23         | 1          | 6           | 1          | 2                 | 0                 | 0                 | 0                 | 1             | 0             | 0             | 0             | 5          | 1          | 2           | 0          | 31       | 2      | 8           | 1          |
| O. Schreiber   | 27         | 1          | 9           | 1          | 2                 | 0                 | 1                 | 0                 | 1             | 0             | 0             | 0             | 5          | 0          | 1           | 0          | 35       | 1      | 11          | 1          |
| T. Stickroth   | 9          | 1          | 3           | 0          | 1                 | 1                 | 0                 | 0                 | 1             | 0             | 0             | 0             | 2          | 1          | 0           | 0          | 13       | 3      | 3           | 0          |
| A. Sundermann  | 23         | 1          | 3           | 0          | 1                 | 0                 | 0                 | 0                 | 0             | 0             | 0             | 0             | 5          | 0          | 1           | 0          | 29       | 1      | 4           | 0          |
| T. Wałdoch     | 27         | 1          | 2           | 0          | 2                 | 0                 | 1                 | 0                 | 0             | 0             | 0             | 0             | 4          | 1          | 0           | 1          | 33       | 2      | 3           | 1          |
| D. Winkler     | 1          | 0          | 0           | 0          | 0                 | 0                 | 0                 | 0                 | 0             | 0             | 0             | 0             | 0          | 0          | 0           | 0          | 1        | 0      | 0           | 0          |
| R. Wohlfarth   | 0          | 0          | 0           | 0          | 0                 | 0                 | 0                 | 0                 | 0             | 0             | 0             | 0             | 0          | 0          | 0           | 0          | 0        | 0      | 0           | 0          |
| D. Wosz        | 33         | 5          | 7           | 0          | 2                 | 1                 | 0                 | 0                 | 1             | 0             | 0             | 0             | 6          | 1          | 1           | 0          | 42       | 7      | 8           | 0          |
| S. Wächter     | 0          | 0          | 0           | 0          | 0                 | 0                 | 0                 | 0                 | 0             | 0             | 0             | 0             | 0          | 0          | 0           | 0          | 0        | 0      | 0           | 0          |
| S. Juran       | 23         | 4          | 6           | 0          | 1                 | 0                 | 1                 | 0                 | 0             | 0             | 0             | 0             | 4          | 3          | 4           | 0          | 28       | 7      | 11          | 0          |